# Масео
Масе́о (исп. Maceo) — город и муниципалитет на севере Колумбии, на территории департамента Антьокия. Входит в состав субрегиона Магдалена-Медио.

## История
Поселение из которого позднее вырос город было основано 4 октября 1897 года и первоначально называлось Сан-Хуан-де-Мата. Муниципалитет Караколи был выделен в отдельную административную единицу в 1942 году.

## Географическое положение

Муниципалитет Масео

Город расположен в восточной части департамента, на расстоянии приблизительно 87 километров к востоку-северо-востоку (ENE) от Медельина, административного центра департамента. Абсолютная высота — 915 метров над уровнем моря.

Муниципалитет Масео граничит на севере и западе с муниципалитетом Йоломбо, на юго-западе — с муниципалитетом Сан-Роке, на юге — с муниципалитетом Караколи, на востоке и юго-востоке — с муниципалитетом Пуэрто-Беррио. Площадь муниципалитета составляет 431 км².

## Население
По данным Национального административного департамента статистики Колумбии, совокупная численность населения города и муниципалитета в 2012 году составляла 7102 человека.
Динамика численности населения муниципалитета по годам:
| 2005 | 2006 | 2007 | 2008 | 2009 | 2010 | 2011 | 2012 |
| ---- | ---- | ---- | ---- | ---- | ---- | ---- | ---- |
| 7630 | 7582 | 7501 | 7423 | 7342 | 7264 | 7179 | 7102 |

Согласно данным переписи 2005 года мужчины составляли 50,2 % от населения Масео, женщины — соответственно 49,8 %. В расовом отношении белые и метисы составляли 99,8 % от населения города; негры, мулаты и райсальцы — 0,1 %, индейцы — 0,1 %.
Уровень грамотности среди всего населения составлял 85 %.

## Экономика
Основу экономики Масео составляют сельскохозяйственное производство (в особенности выращивание какао), горнодобывающая промышленность и заготовка древесины.

59 % от общего числа городских и муниципальных предприятий составляют предприятия торговой сферы, 26,1 % — предприятия сферы обслуживания, 13,9 % — промышленные предприятия, 1 % — предприятия иных отраслей экономики.